# Billy, Calvados
Billy är en kommun i departementet Calvados i regionen Normandie i norra Frankrike. Kommunen ligger i kantonen Bourguébus som ligger i arrondissementet Caen. År 2018 hade Billy 411 invånare.

## Befolkningsutveckling
Antalet invånare i kommunen Billy
Referens: INSEE